# Tectarchus ovobessus
Tectarchus ovobessus är en insektsart som beskrevs av John Tenison Salmon 1954. Tectarchus ovobessus ingår i släktet Tectarchus och familjen Diapheromeridae. Inga underarter finns listade i Catalogue of Life.